# Batalha de Alcácer do Sal (1161)
A Batalha de Alcácer do Sal de 1161 foi um encontro armado entre as tropas do rei D. Afonso Henriques, e os Almóadas comandados por Abu Mohammed Abdallah Ben Hafs, conhecido entre os portugueses como Benafece.
Após concluir a conquista do Magrebe oriental, o califa almóada Abd al-Mu'min decidira intervir na península Ibérica, para unir os estados muçulmanos sob a sua autoridade, à força se necessário, e impedir o avanço dos reinos cristãos. Nos primeiros meses de 1160 o califa mandou o wali de Granada restaurar e melhorar as fortificações de Gibraltar e, concluídas estas, Abd Al-Mu'min atravessou o estreito à testa de um grande exército de 18,000 homens e instalou-se na cidade. Informado das conquistas de D. Afonso Henriques ou Ibn Errik, que recentemente conquistara Alcácer do Sal, em 1158, entre outras povoações no interior Alentejano, o califa enviou um destacamento sob o comando de Abu Mohammed Abdallah Ben Hafs ou Benafece para ocidente a recuperá-las.
Ao entrarem no território de Alcácer do Sal, D. Afonso Henriques convocou as suas tropas e saiu a campo para fazer frente aos muçulmanos. Os portugueses não foram, porém, bem-sucedidos contra um inimigo tão numeroso e acabaram derrotados em batalha campal. Morreram mais de 6000 portugueses e foram capturados grande número de combatentes.
Em resultado desta batalha, os portugueses perderam para os Almóadas um grande número de povoações que haviam recentemente conquistado no Alentejo. Beja, conquistada pelos portugueses em Dezembro do ano anterior, foi abandonada e reocupada pelos muçulmanos. Alcácer do Sal, porém, manteve-se em mãos portuguesas, como um baluarte da defesa cristã. Os muçulmanos não avançaram mais para norte e depois da campanha bem-sucedida, Benafece retirou-se quando o califa ordenou o regresso à base; no ano seguinte, Abd al-Mu'min regressou ao norte de África e, em Dezembro, os portugueses reataram a guerra contra os muçulmanos do Andalus, começando com um ataque da milícia de Santarém contra Beja, chefiado por Fernão Gonçalves.